# Â
Cette page contient des caractères spéciaux ou non latins. S’ils s’affichent mal (▯, ?, etc.), consultez la page d’aide Unicode.
Â, ou A accent circonflexe, est un graphème utilisé dans les alphabets  du vietnamien comme lettre à part, et aussi dans les orthographes du français, ou du wallon comme variante de la lettre « A ». Il s’agit de la lettre A diacritée d’un accent circonflexe.

## Utilisation

### Lettre à part
- Vietnamien : ‹ â › représente le ton bas trainant de /ɐ/.

### Variante de lettre
- Français : ‹ â › représente traditionnellement /ɑ/ mais représente aujourd'hui fréquemment /a/ ou /aː/ selon le contexte ou l’accent du locuteur.
- Frioulan : ‹ â › représente le son /ɑː/.

#### Langues à tons
Dans plusieurs langues à tonales le ‹ â › représente le même son que le ‹ a › et l’accent circonflexe indique le ton descendant. Mais il y a d’autres utilisations :
- Vietnamien : voir ci-dessus.

## Représentations informatiques
Le A accent circonflexe peut être représenté avec les caractères Unicode suivants :
- précomposé (supplément Latin-1)[1] :

| forme     | représentation | chaîne de caractères | point de code | description                                  |
| --------- | -------------- | -------------------- | ------------- | -------------------------------------------- |
| capitale  | Â              | Â                    | U+00C2        | lettre majuscule latine a accent circonflexe |
| minuscule | â              | â                    | U+00E2        | lettre minuscule latine a accent circonflexe |

- décomposé (latin de base, diacritiques)

| forme     | représentation | chaîne de caractères | point de code | description                                              |
| --------- | -------------- | -------------------- | ------------- | -------------------------------------------------------- |
| capitale  | Â              | A◌̂                   | U+0041 U+0302 | lettre majuscule latine a diacritique accent circonflexe |
| minuscule | â              | a◌̂                   | U+0061 U+0302 | lettre minuscule latine a diacritique accent circonflexe |

Il peut aussi être représenté dans des anciens codages, ISO/CEI 8859-1, 2, 3, 4, 9, 10, 14, 15 et 16 :
- capitale Â : C2
- minuscule â : E2

Il peut aussi être représenté avec des entités HTML :
- capitale Â : Â
- minuscule â : â

Les claviers standard Windows français ne possèdent pas de touches spécifiques pour taper les lettres "â" "Â". Mais il existe une façon de faire apparaître ces caractères sous Windows :
- Maintenir la touche Alt enfoncée et taper respectivement les nombres 0226 et 0194.
- Appuyer sur la touche ^, puis sur la touche a.